# Macallè (sommergibile)
Il Macallè è stato un sommergibile della Regia Marina.

## Storia
Nel 1937-38 fu dislocato a La Spezia, prima agli ordini del TV Giuseppe Aicardi e poi al TV Salvatore Todaro. Trasferito a Taranto vi salpò il 14 novembre 1938 e giunse a Lero il 16 seguente, stazionandovi alcuni mesi. Ripartì da Lero il 28 marzo 1939 giungendo a Taranto il 30 seguente.
Un anno dopo fu trasferito nella base eritrea di Massaua raggiunta dal 4 marzo 1940.
Il 10 giugno 1940, di pomeriggio, lasciò Massaua al comando del tenente di vascello Alfredo Morone (in comando dal 22 ottobre 1939) per iniziare la sua prima missione di guerra, da svolgersi al largo di Port Sudan.
Il sommergibile andò però incontro a vari problemi. Il cielo era coperto, e questo rendeva impossibile calcolare la posizione dell'unità in base agli astri; inoltre risultò difficile anche l'identificazione di punti di riferimento sulla costa (il tutto era problematico perché la zona che il Macallè avrebbe dovuto attraversare era disseminata di isolotti, rocce affioranti, secche e scogli). Problema ancor più grave, il 12 si verificarono delle perdite di cloruro di metile – proveniente dall'impianto di condizionamento dell'aria – che però non furono subito riconosciute: si pensò invece che si trattasse di cibo andato a male, e come risultato, entro il 14 giugno, erano intossicati tutti gli ufficiali e quasi tutto l'equipaggio, e si verificarono alcuni casi di impazzimento e delirio.
Il 14 giugno, all'alba, fu avvistato un faro che si ritenne essere quello delle secche di Sanganeb, ma si trattava in realtà di quello di Hindi Gider, distante in realtà una trentina di miglia. Questo errore causò la perdita del Macallè perché l'ufficiale di rotta ritenne che il sommergibile fosse giunto in acque più profonde, mentre in realtà l'unità era ancora nella zona pericolosa: finito fuori rotta, il Macallè s'incagliò sugli scogli dell'isola Bar Mousa Kebir nelle prime ore del 15 giugno. Il sommergibile si ritrovò sbandato di quasi 90° su un lato, con la prua completamente fuor d'acqua e la poppa sommersa.
Gli intossicati e gli uomini non indispensabili furono sbarcati sul vicino isolotto, Barra Musa Kebir, unitamente alle provviste e ad altro, mentre il comandante Morone ed alcuni altri fra i più sani cercarono di disincagliare il sommergibile. Non risultò possibile, e a quel punto furono distrutti i documenti segreti ed avviate le manovre di autoaffondamento per evitare la cattura dell'unità (che era vicina a territori controllati dalle truppe inglesi): il Macallè, appesantito dall'acqua imbarcata, si disincastrò e s'inabissò scivolando su un fondale di 400 metri di profondità (secondo altre fonti, invece, il sommergibile non sarebbe stato autoaffondato intenzionalmente, bensì sarebbe colato a picco accidentalmente nel corso delle manovre per disincagliarlo).
Morone si dimenticò però, con ogni probabilità per via dell'intontimento prodotto dall'intossicazione, di inviare alla base un segnale di soccorso (per altre fonti l'ordine sarebbe invece stato dato prima dell'affondamento, ma il locale radio sarebbe stato trovato allagato): l'equipaggio del sommergibile si venne così a trovare isolato su di un'isola deserta, con scarse scorte di viveri e senza che la base avesse idea non solo di dove si trovasse, ma nemmeno che il Macallè fosse affondato.
Si provvide quindi a prepararsi per la permanenza: furono approntati dei ripari per evitare di stare sotto il sole cocente e furono razionate le provviste. Dato che sopravvivere a lungo sull'isolotto sarebbe stato impossibile, e la prospettiva migliore era costituita dalla cattura da parte degli inglesi, si decise che alcuni volontari avrebbero cercato di raggiungere una posizione italiana sulle coste dell'Eritrea per mettere in moto i soccorsi.
Lo stesso 15 giugno, in serata, tre uomini – il guardiamarina Elio Sandroni, il sergente nocchiere Reginaldo Torchia ed il marinaio Costagliola Paolo – salirono a bordo di una piccola imbarcazione a vela munita di due remi, con tre bottiglie d'acqua e scarse quantità di pancetta e gallette. Il 17 approdarono sulle coste del Sudan, ma, dato che era territorio britannico, dovettero ripartire; il 20 giugno giunsero infine presso il faro italiano di Taclai, in Eritrea, riuscendo così ad allertare il comando di Massaua.
Un velivolo inviato da Massaua paracadutò sull'isolotto scorte di viveri e contemporaneamente salpò da quella base il sommergibile Guglielmotti; il 22 giugno il Guglielmotti recuperò l'equipaggio del Macallè.
Uno dei membri dell'equipaggio, il sottocapo Carlo Acefalo, già intossicato, morì di stenti sull'isolotto il 17 giugno e fu lì sepolto: fu l'unica vittima fra 45 uomini dell'equipaggio. Il guardiamarina Sandroni ricevette la Medaglia d'argento al valor militare.
Grazie all’impegno del documentarista italo-argentino Ricardo Preve, che nel 2014 ha iniziato a lavorare alla realizzazione di un film dedicato al sottocapo Carlo Acefalo, intitolato Tornando a casa, è stata messa in piedi una squadra per trovare e riconoscere i suoi resti. I resti di Carlo Acefalo sono rientrati a Roma l’8 ottobre 2018 e il 23 novembre a Savona: alle 14.30 si è svolta la cerimonia con la quale la Marina gli ha reso onore. Lo stesso pomeriggio la cassetta è stata trasferita nel Municipio di Castiglione Falletto, nella sala del Consiglio comunale. Sabato 24 novembre, in mattinata la preghiera e la benedizione dei resti ha preceduto la tumulazione nel cimitero, accanto alla mamma Francesca .
In quella sua unica missione di guerra il Macallè aveva percorso 450 miglia, tutte in superficie.

## Nella cultura di massa
Ricardo Preve, regista argentino, riuscì a trovare i resti del sottomarino italiano, e riuscì anche a recuperare il corpo dell'unica vittima di quella tragedia, dimenticato da più di sette decenni su un'isola deserta riportandolo nel suo paese.
Preve, un regista figlio di immigrati italiani, è stato incoraggiato a raccontare la storia attraverso un documentario intitolato Tornando a casa.
Il film ha ricevuto 11 premi internazionali.